# Garganta la Olla
Garganta la Olla ist ein westspanischer Ort und eine Gemeinde (municipio) mit 883 Einwohnern (Stand: 2024) im Nordosten der Provinz Cáceres (Extremadura). Der Ort wurde im Jahr 1978 als Conjunto histórico-artístico anerkannt.

## Lage und Klima
Der Ort Garganta la Olla liegt in einem von Bergbächen (gargantas) durchzogenen Gebiet im Westen der Comarca La Vera in einer Höhe von ca. 590 m. Die zentralspanische Gebirgskette der Sierra de Gredos und das Kloster Yuste, in welchem Kaiser Karl V. seine letzten Lebensjahre verbrachte, sind nur etwa 7 bis 20 km (Luftlinie) entfernt. Im Sommer ist das Klima meist warm; im Winter und in kalten Nächten kann die Temperatur jedoch auch unter 0 °C fallen.

## Bevölkerungsentwicklung
| Jahr      | 1857 | 1900 | 1950 | 2000 | 2021 |
| Einwohner | 1511 | 1545 | 2089 | 1040 | 924  |

Aufgrund der Mechanisierung der Landwirtschaft und der damit zusammenhängenden Aufgabe bäuerlicher Kleinbetriebe („Höfesterben“) in der zweiten Hälfte des 20. Jahrhunderts ist die Einwohnerzahl der Gemeinde deutlich gesunken.

## Wirtschaft
Die Wirtschaft der Gemeinde basiert in der Hauptsache auf der Landwirtschaft (Ackerbau und Viehzucht, wobei der Anbau von Paprika eine bedeutende Rolle einnimmt). Garganta la Olla ist auch – vor allem im Sommer – ein beliebtes touristisches Ziel innerhalb der Extremadura, sowohl wegen des historischen Charakters der Stadt als auch wegen der nahe liegenden Berge.

## Geschichte

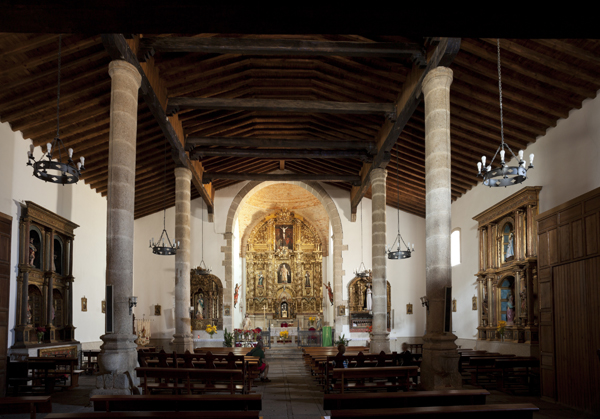
Iglesia de San Lorenzo

Vettonen, Römer, Westgoten und selbst die Mauren haben kaum Spuren hinterlassen. Die Region um die Stadt Plasencia wurde im 12. Jahrhundert wiederholt von christlichen Heeren angegriffen, doch gelang ihre endgültige Rückeroberung (reconquista) der Region erst durch Alfons VIII. von Kastilien zu Beginn des 13. Jahrhunderts. Danach gehörte der Ort ca. 600 Jahre lang zu Plasencia, bis er sich im Jahr 1802 seine Eigenständigkeit erkaufen konnte.

## Sehenswürdigkeiten

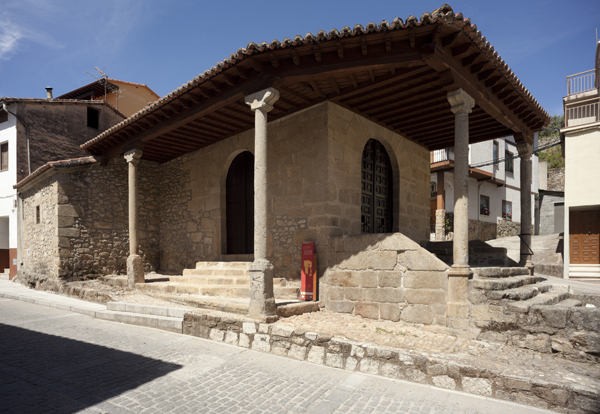
Ermita del Santísimo Cristo del Humilladero

- Das Ortsbild ist geprägt von verwinkelten Sträßchen mit zwei- oder dreigeschossigen Häusern aus Fachwerk, die oft hölzerne Balkone haben.
- Die Iglesia de San Lorenzo ist ein eher schlichter Bau aus dem 16. Jahrhundert. Das durch Säulen in drei Schiffe unterteilte Innere der Kirche ist von einem offenen hölzernen Dachstuhl bedeckt; die von einer Kuppel aus Ziegelsteinen bedeckte Apsis bewahrt ein mächtiges spätbarockes Altarretabel mit sogenannten Salomonischen Säulen im Stil des Churriguerismus.[6]
- Mehrere Kapellen (ermitas) und Brunnen (fuentes) bereichern das Ortsbild.
- Eines der älteren Häuser beherbergt das Museo de la Inquisición.[7]